# Johan Willem Frisokazerne (Assen)

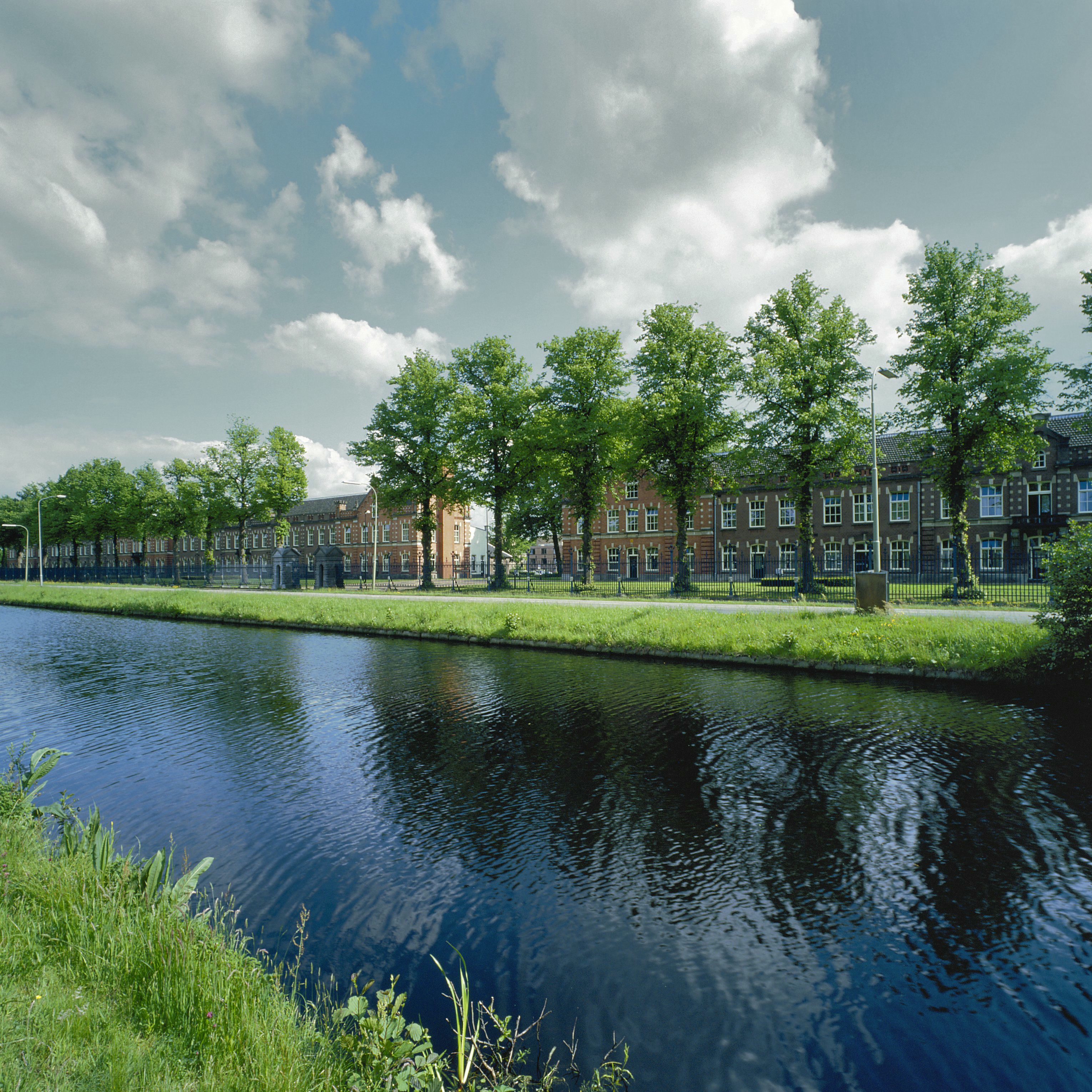
De voorgevel van de Johan Willem Frisokazerne in Assen in 2013

De Johan Willem Frisokazerne is een van de kazernes op het militaire terrein in Assen.
De kazerne werd gebouwd in 1892 en is aangewezen als rijksmonument. Het gebouw wordt gebruikt voor militaire doeleinden. Zo is er onder andere het 13e infanterie bataljon regiment Stoottroepen Prins Bernhard gevestigd. Ook is er een militaire school en heeft zijn eigen muziekkapel genaamd de Koninklijke Militaire Kapel "Johan Willem Friso".
Op het terrein bevindt zich ook het Stoottroepenmuseum.
Anno 2022 overweegt de Nederlandse regering deze kazerne, waar achterstallig onderhoud een rol speelt, te sluiten. Vanwege de door de aanwezigheid van de kazerne geboden werkgelegenheid in de regio Assen is er echter weerstand tegen sluiting.